# Веслування на байдарках і каное на літніх Олімпійських іграх 2020 — каное-двійки, 500 метрів (жінки)
Змагання з веслування на каное-двійках на дистанції 500 м серед жінок на літніх Олімпійських іграх 2020 відбулися 6 - 7 серпня 2021 року на Веслувальному каналі Сі Форест. Змагалися 26 каноеїсток (13 човнів) з 13-ти країн.

## Формат змагань
Змагання з веслування на байдарках і каное в спринті складаються з чотирьох раундів: попередніх заїздів, чвертьфіналів, півфіналів і фіналів. Особливості проходження етапів залежать від кількості човнів, що розпочинають змагання.

## Розклад
Змагання в цій дисципліні відбулися впродовж двох днів поспіль, два раунди на день. Всі сесії розпочинаються о 9:30 за місцевим часом. Під час однієї сесії можуть відбуватися змагання в кількох різних дисциплінах.
| З | Попередні заїзди | ¼ | Чвертьфінали | ½ | Півфінали | Ф | Фінал |

| Дисципліна↓/Дата →    | Пон 2 | Пон 2 | Вів 3 | Вів 3 | Сер 4 | Сер 4 | Чет 5 | Чет 5 | П'ят 6 | П'ят 6 | Суб 7 | Суб 7 |
| --------------------- | ----- | ----- | ----- | ----- | ----- | ----- | ----- | ----- | ------ | ------ | ----- | ----- |
| Б-4, 500 м (чоловіки) |       |       |       |       |       |       |       |       | З      | З      | ½     | F     |

## Результати

### Заїзди
Перший і другий човни виходять до півфіналу, решта - потрапляють до чвертьфіналу. 

#### Заїзд 1
| Місце | Доріжка | Каноеїстки                          | Країна                           | Час      | Примітки |
| ----- | ------- | ----------------------------------- | -------------------------------- | -------- | -------- |
| 1     | 6       | Сюй Шисяо Сунь Мен'я                | Китай (CHN)                      | 1:57.870 | OB, SF   |
| 2     | 5       | Ліза Ян Зофіє Кох                   | Німеччина (GER)                  | 2:01.184 | SF       |
| 3     | 1       | Лоранс Венсан-Ляпуант Кеті Венсан   | Канада (CAN)                     | 2:02.170 | QF       |
| 4     | 3       | Дільнора Рахматова Нілюфар Зокірова | Узбекистан (UZB)                 | 2:04.854 | QF       |
| 5     | 1       | Ірина Андреєва Олеся Ромасенко      | Олімпійський комітет Росії (ROC) | 2:05.604 | QF       |
| 6     | 4       | Карен Роко Марія Маїльярд           | Чилі (CHI)                       | 2:09.820 | QF       |
| 7     | 7       | Бернадетт Воллес Джозефін Булмер    | Австралія (AUS)                  | 2:11.322 | QF       |

#### Заїзд 2
| Місце | Доріжка | Каноеїстки                                                  | Країна          | Час      | Примітки |
| ----- | ------- | ----------------------------------------------------------- | --------------- | -------- | -------- |
| 1     | 3       | Лузан Людмила Володимирівна Четверікова Анастасія Андріївна | Україна (UKR)   | 2:01.156 | SF       |
| 2     | 4       | Віраг Балла Кінче Такач                                     | Угорщина (HUN)  | 2:02.344 | SF       |
| 3     | 5       | Яріслейдіс Сіріло Дубойс Катерін Нуево Сегура               | Куба (CUB)      | 2:03.229 | QF       |
| 4     | 7       | Данієла Кочу Марія Олерашу                                  | Молдова (MDA)   | 2:06.070 | QF       |
| 5     | 1       | Світлана Уссова Маргарита Торлопова                         | Казахстан (KAZ) | 2:09.024 | QF       |
| 6     | 6       | Дарина Пікулєва Надія Макарченко                            | Білорусь (BLR)  | 2:09.799 | QF       |
| 7     | 2       | Манака Кубота Теруко Кіріаке                                | Японія (JPN)    | 2:16.791 | QF       |

### Чвертьфінали
Перші три човни виходять до півфіналу, решта - потрапляють до фіналу B.

#### Чвертьфінал 1
| Місце | Доріжка | Каноеїстки                          | Країна          | Час      | Примітки |
| ----- | ------- | ----------------------------------- | --------------- | -------- | -------- |
| 1     | 5       | Лоранс Венсан-Ляпуант Кеті Венсан   | Канада (CAN)    | 2:02.259 | SF       |
| 2     | 4       | Данієла Кочу Марія Олерашу          | Молдова (MDA)   | 2:03.434 | SF       |
| 3     | 2       | Дарина Пікулєва Надія Макарченко    | Білорусь (BLR)  | 2:04.951 | SF       |
| 4     | 3       | Світлана Уссова Маргарита Торлопова | Казахстан (KAZ) | 2:06.179 | FB       |
| 5     | 6       | Бернадетт Воллес Джозефін Булмер    | Австралія (AUS) | 2:11.180 | FB       |

#### Чвертьфінал 2
| Місце | Доріжка | Каноеїстки                                    | Країна                           | Час      | Примітки |
| ----- | ------- | --------------------------------------------- | -------------------------------- | -------- | -------- |
| 1     | 5       | Яріслейдіс Сіріло Дубойс Катерін Нуево Сегура | Куба (CUB)                       | 2:03.282 | SF       |
| 2     | 4       | Дільнора Рахматова Нілюфар Зокірова           | Узбекистан (UZB)                 | 2:04.450 | SF       |
| 3     | 3       | Ірина Андреєва Олеся Ромасенко                | Олімпійський комітет Росії (ROC) | 2:04.703 | SF       |
| 4     | 6       | Карен Роко Марія Маїльярд                     | Чилі (CHI)                       | 2:04.969 | FB       |
| 5     | 2       | Манака Кубота Теруко Кіріаке                  | Японія (JPN)                     | 2:08.849 | FB       |

### Півфінали
Перші чотири човни виходять до фіналу A, решта - потрапляють до фіналу B.   

#### Півфінал 1
| Місце | Доріжка | Каноеїстки                                    | Країна         | Час      | Примітки |
| ----- | ------- | --------------------------------------------- | -------------- | -------- | -------- |
| 1     | 4       | Сюй Шисяо Сунь Мен'я                          | Китай (CHN)    | 2:01.369 | FA       |
| 2     | 3       | Яріслейдіс Сіріло Дубойс Катерін Нуево Сегура | Куба (CUB)     | 2:03.655 | FA       |
| 3     | 5       | Віраг Балла Кінче Такач                       | Угорщина (HUN) | 2:04.545 | FA       |
| 4     | 6       | Данієла Кочу Марія Олерашу                    | Молдова (MDA)  | 2:05.910 | FA       |
| 5     | 2       | Дарина Пікулєва Надія Макарченко              | Білорусь (BLR) | 2:07.205 | FB       |

#### Півфінал 2
| Місце | Доріжка | Каноеїстки                                                  | Країна                           | Час      | Примітки |
| ----- | ------- | ----------------------------------------------------------- | -------------------------------- | -------- | -------- |
| 1     | 4       | Лузан Людмила Володимирівна Четверікова Анастасія Андріївна | Україна (UKR)                    | 2:02.893 | FA       |
| 2     | 3       | Лоранс Венсан-Ляпуант Кеті Венсан                           | Канада (CAN)                     | 2:04.316 | FA       |
| 3     | 5       | Ліза Ян Зофіє Кох                                           | Німеччина (GER)                  | 2:04.749 | FA       |
| 4     | 2       | Ірина Андреєва Олеся Ромасенко                              | Олімпійський комітет Росії (ROC) | 2:04.968 | FA       |
| 5     | 6       | Дільнора Рахматова Нілюфар Зокірова                         | Узбекистан (UZB)                 | 2:09.614 | FB       |

### Фінали

#### Фінал B
| Місце | Доріжка | Каноеїстки                          | Країна           | Час      | Примітки |
| ----- | ------- | ----------------------------------- | ---------------- | -------- | -------- |
| 9     | 3       | Карен Роко Марія Маїльярд           | Чилі (CHI)       | 2:02.698 |          |
| 10    | 5       | Дарина Пікулєва Надія Макарченко    | Білорусь (BLR)   | 2:04.351 |          |
| 11    | 4       | Дільнора Рахматова Нілюфар Зокірова | Узбекистан (UZB) | 2:04.658 |          |
| 12    | 6       | Світлана Уссова Маргарита Торлопова | Казахстан (KAZ)  | 2:04.859 |          |
| 13    | 2       | Бернадетт Воллес Джозефін Булмер    | Австралія (AUS)  | 2:05.698 |          |
| 14    | 7       | Манака Кубота Теруко Кіріаке        | Японія (JPN)     | 2:06.196 |          |

#### Фінал A
| Місце | Доріжка | Каноеїстки                                                  | Країна                           | Час      | Примітки |
| ----- | ------- | ----------------------------------------------------------- | -------------------------------- | -------- | -------- |
| 1     | 5       | Сюй Шисяо Сунь Мен'я                                        | Китай (CHN)                      | 1:55.495 | OB       |
| 2     | 4       | Лузан Людмила Володимирівна Четверікова Анастасія Андріївна | Україна (UKR)                    | 1:57.499 |          |
| 3     | 6       | Лоранс Венсан-Ляпуант Кеті Венсан                           | Канада (CAN)                     | 1:59.041 |          |
| 4     | 2       | Ліза Ян Зофіє Кох                                           | Німеччина (GER)                  | 1:59.943 |          |
| 5     | 7       | Віраг Балла Кінче Такач                                     | Угорщина (HUN)                   | 2:00.289 |          |
| 6     | 3       | Яріслейдіс Сіріло Дубойс Катерін Нуево Сегура               | Куба (CUB)                       | 2:01.623 |          |
| 7     | 1       | Данієла Кочу Марія Олерашу                                  | Молдова (MDA)                    | 2:01.750 |          |
| 8     | 8       | Ірина Андреєва Олеся Ромасенко                              | Олімпійський комітет Росії (ROC) | 2:04.875 |          |